# La Bassée
Pour les articles homonymes, voir Bassée (homonymie).
La Bassée est une commune française située dans le département du Nord, en région Hauts-de-France. Elle fait partie de la Métropole européenne de Lille.

## Géographie

### Description
La Bassée est une ville située au sud-ouest de Lille, aisément accessible par les routes nationales RN 41 depuis Lille, RN 47 depuis Lens, et les routes départementales 941 depuis Béthune et 947 depuis Estaires.
La Bassée, élément des Weppes, fait partie de la Flandre romane.

### Communes limitrophes
|           | Lorgies         | Illies      |
| Violaines | La Bassée       | Salomé      |
|           | Haisnes Douvrin | Marquillies |

### Hydrographie

#### Réseau hydrographique
La commune est située dans le bassin Artois-Picardie. Elle est drainée par l'Ancien canal d'Aire à la Bassée, les Quatre Chemins et un autre petit cours d'eau,.
Le canal d'Aire à La Bassée réunit la Haute Deûle (canalisée) à la Lys (affluent de l'Escaut) sous Aire où il se connecte au canal de Neufossé.
Mis en service en 1822, il a été concédé à une compagnie par la loi du 14 août 1822. Long de 39 km de Bauvin à Aire-sur-la-Lys, il longe dans toute son étendue la limite sud du Bassin minier du Nord-Pas-de-Calais, qu'il met en communication, par l'aval, avec tous les ports du littoral, et, par l'amont, avec les centres industriels de Lille, Roubaix, Tourcoing, Saint-Quentin, Paris et aujourd'hui la "Plateforme Multimodale de Dourges". Il traversait autrefois Béthune. Puis il est passé au gabarit Freycinet puis au gabarit européen dans les années 1960 comme tronçon du Canal de Dunkerque à l'Escaut ; un embranchement de 3 km le relie à Beuvry.

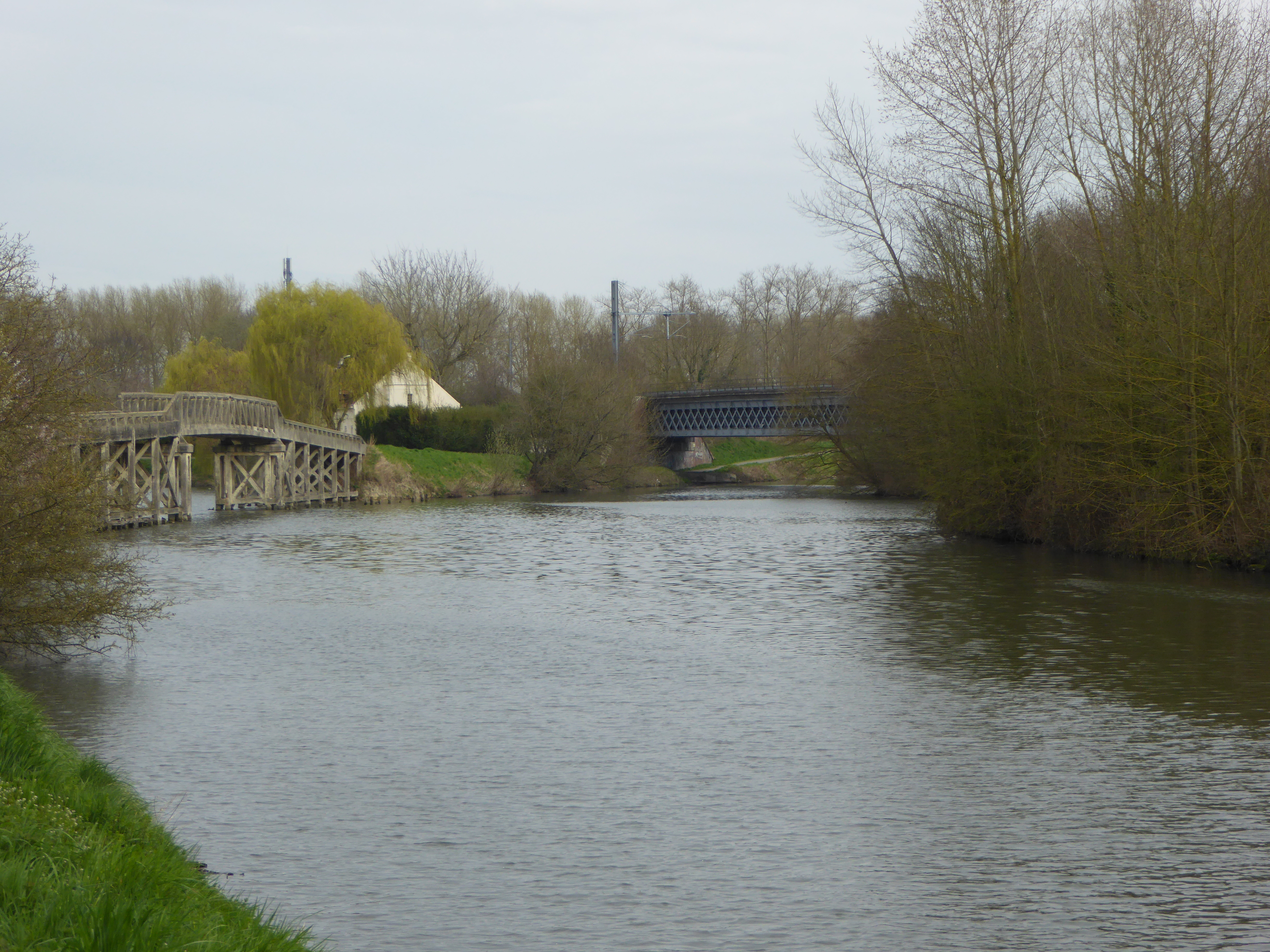
La Bassée, le canal d'Aire.
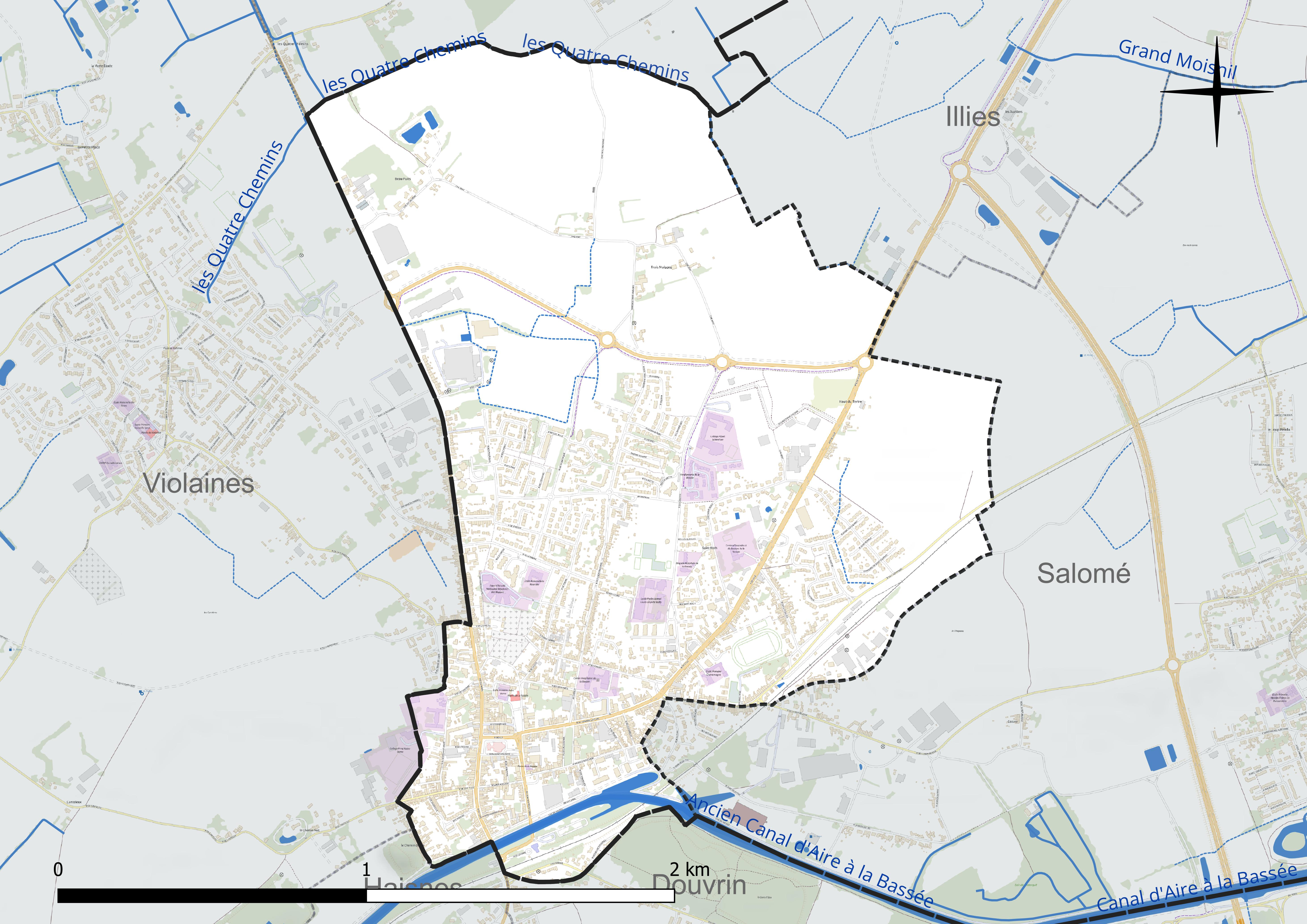
Réseau hydrographique de la La Bassée.

#### Gestion et qualité des eaux
Le territoire communal est couvert par le schéma d'aménagement et de gestion des eaux (SAGE) « Lys ». Ce document de planification concerne un territoire de 1 835 km2 de superficie, délimité par le bassin versant de la Lys. Le périmètre a été arrêté le 29 mai 1995 et le SAGE proprement dit a été approuvé le 6 août 2010, puis révisé le 20 septembre 2019. La structure porteuse de l'élaboration et de la mise en œuvre est le syndicat mixte pour l'élaboration du SAGE de la Lys (SYMSAGEL).
La qualité des cours d'eau peut être consultée sur un site dédié géré par les agences de l'eau et l'Agence française pour la biodiversité.

### Climat
Pour des articles plus généraux, voir Climat des Hauts-de-France et Climat du Nord.
En 2010, le climat de la commune est de type climat océanique dégradé des plaines du Centre et du Nord, selon une étude du CNRS s'appuyant sur une série de données couvrant la période 1971-2000. En 2020, Météo-France publie une typologie des climats de la France métropolitaine dans laquelle la commune est exposée à un climat océanique et est dans la région climatique Nord-est du bassin Parisien, caractérisée par un ensoleillement médiocre, une pluviométrie moyenne régulièrement répartie au cours de l'année et un hiver froid (3 °C).
Pour la période 1971-2000, la température annuelle moyenne est de 10,6 °C, avec une amplitude thermique annuelle de 14 °C. Le cumul annuel moyen de précipitations est de 708 mm, avec 12 jours de précipitations en janvier et 8,8 jours en juillet. Pour la période 1991-2020, la température moyenne annuelle observée sur la station météorologique la plus proche, située sur la commune de Lesquin à 22 km à vol d'oiseau, est de 11,3 °C et le cumul annuel moyen de précipitations est de 740,0 mm,. Pour l'avenir, les paramètres climatiques de la commune estimés pour 2050 selon différents scénarios d'émission de gaz à effet de serre sont consultables sur un site dédié publié par Météo-France en novembre 2022.

## Urbanisme

### Typologie
Au 1er janvier 2024, La Bassée est catégorisée centre urbain intermédiaire, selon la nouvelle grille communale de densité à sept niveaux définie par l'Insee en 2022.
Elle appartient à l'unité urbaine de Béthune, une agglomération inter-départementale regroupant 94  communes, dont elle est une commune de la banlieue,,. Par ailleurs la commune fait partie de l'aire d'attraction de Lille (partie française), dont elle est une commune de la couronne,. Cette aire, qui regroupe 201 communes, est catégorisée dans les aires de 700 000 habitants ou plus (hors Paris),.

### Occupation des sols
L'occupation des sols de la commune, telle qu'elle ressort de la base de données européenne d'occupation biophysique des sols Corine Land Cover (CLC), est marquée par l'importance des territoires artificialisés (50,2 % en 2018), en augmentation par rapport à 1990 (43 %). La répartition détaillée en 2018 est la suivante : 
terres arables (48,5 %), zones urbanisées (48,1 %), zones industrielles ou commerciales et réseaux de communication (2,1 %), milieux à végétation arbustive et/ou herbacée (1,3 %). L'évolution de l'occupation des sols de la commune et de ses infrastructures peut être observée sur les différentes représentations cartographiques du territoire : la carte de Cassini (XVIIIe siècle), la carte d'état-major (1820-1866) et les cartes ou photos aériennes de l'IGN pour la période actuelle (1950 à aujourd'hui).

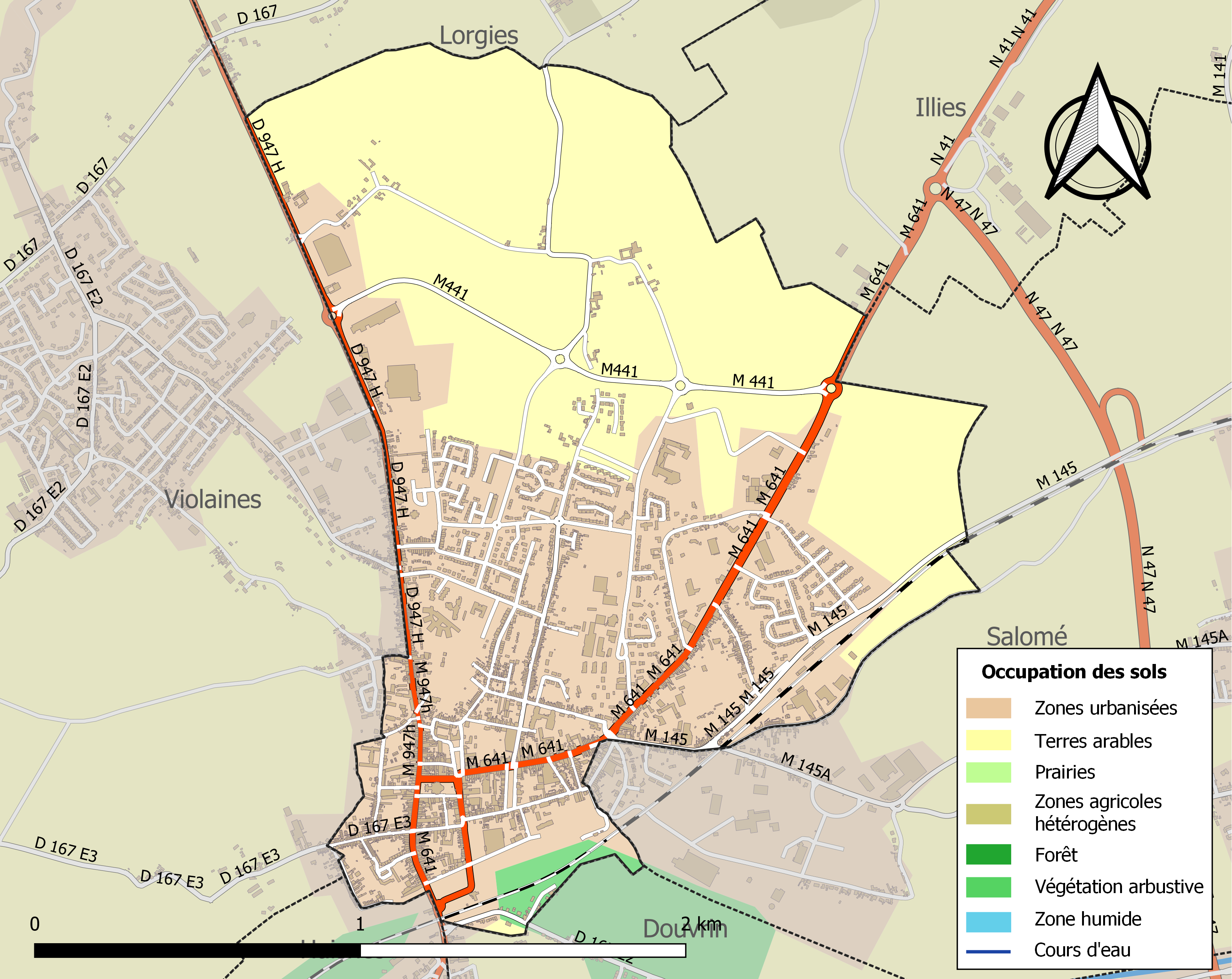
Carte des infrastructures et de l'occupation des sols de la commune en 2018 (CLC).

### Habitat et logement
En 2019, le nombre total de logements dans la commune était de 3 205, alors qu'il était de 3 005 en 2014 et de 2 778 en 2009.
Parmi ces logements, 90,1 % étaient des résidences principales, 0,6 % des résidences secondaires et 9,3 % des logements vacants. Ces logements étaient pour 63,2 % d'entre eux des maisons individuelles et pour 35 % des appartements.
Le tableau ci-dessous présente la typologie des logements à la La Bassée en 2019 en comparaison avec celle du Nord et de la France entière. Une caractéristique marquante du parc de logements est ainsi une proportion de résidences secondaires et logements occasionnels (0,6 %) inférieure à celle du département (1,6 %) et très largement en dessous de celle de la France entière (9,7 %). Concernant le statut d'occupation de ces logements, 50,6 % des habitants de la commune sont propriétaires de leur logement (52,5 % en 2014), contre 54,7 % pour le Nord et 57,5 pour la France entière.
| Typologie                                               | La Bassée | Nord | France entière |
| ------------------------------------------------------- | --------- | ---- | -------------- |
| Résidences principales (en %)                           | 90,1      | 90,6 | 82,1           |
| Résidences secondaires et logements occasionnels (en %) | 0,6       | 1,6  | 9,7            |
| Logements vacants (en %)                                | 9,3       | 7,8  | 8,2            |

### Voies de communication et transports

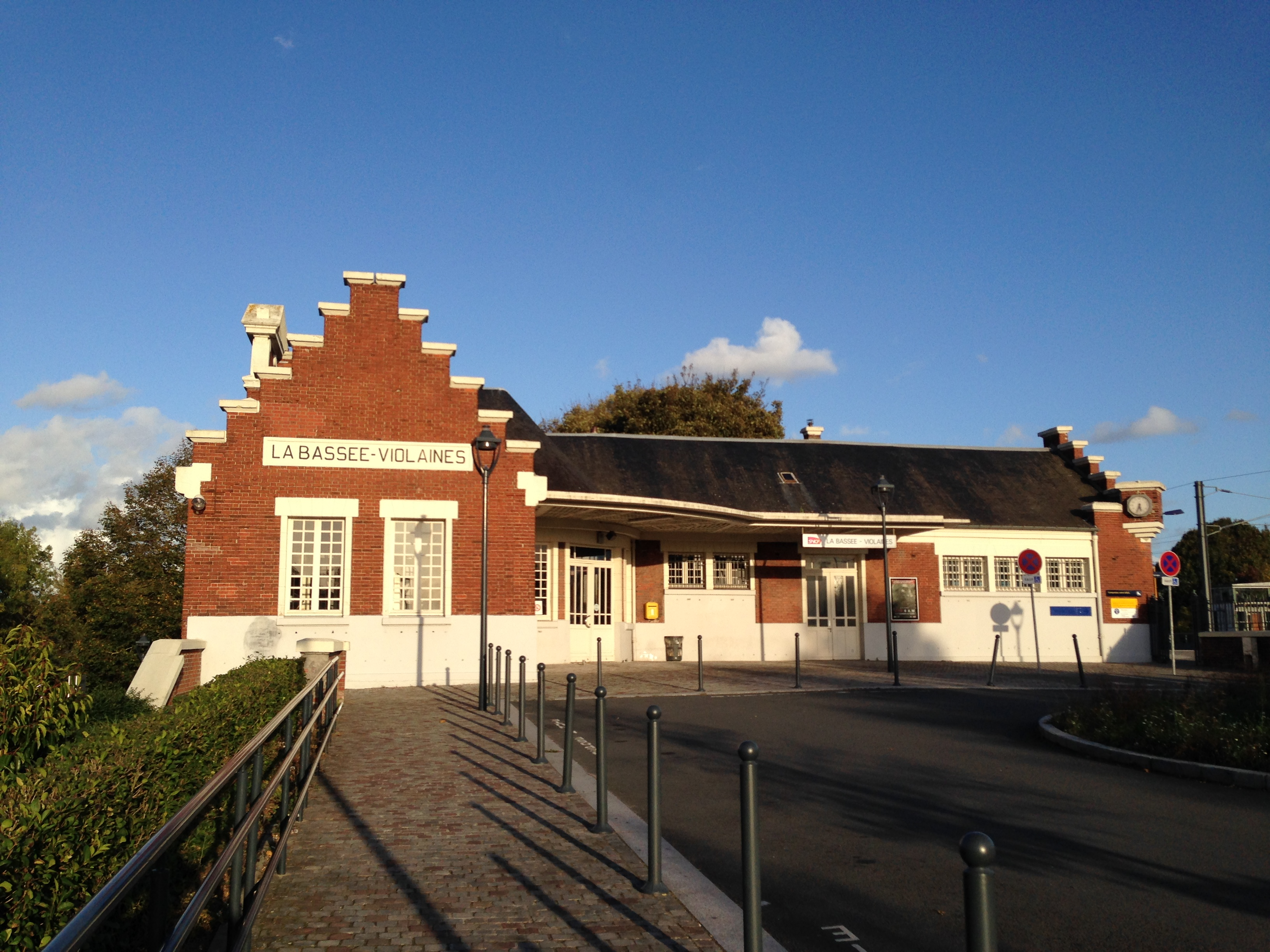
La gare.

La commune est desservie par la gare de La Bassée - Violaines, où s'arrêtent des trains TER Hauts-de-France qui effectuent des missions entre les gares de Lille-Flandres et de Béthune ou de Saint-Pol-sur-Ternoise.
La commune est desservie, en 2023, par les lignes 61, 62, 64, 236, 931, 932, 933, 934 et 935 ainsi que par les lignes de transport à la demande 22R, 61R, 62R, 64R et 74R du réseau Ilévia. Elle est également desservie par les lignes 35, 37, 58 et 60 ainsi que par les services de transport à la demande Allobus A et Chronopro Z.I. PI Artois Flandres du réseau Tadao.
Deux projets de contournement de La Bassée pourraient en 2008 être financés par le Conseil Général du Nord et des communautés d'agglomération :
- « contournement sud », avec une nouvelle voie rejoignant la RN41
- « contournement nord » qui, prévoit la création d'une route supplémentaire de 1 200 m.

Les travaux devraient être achevés en 2011, et faire l'objet d'une démarche « Route HQE » portée par le conseil général, avec des problèmes de fragmentation écologique à résoudre (Cf. Trame verte régionale).

## Toponymie

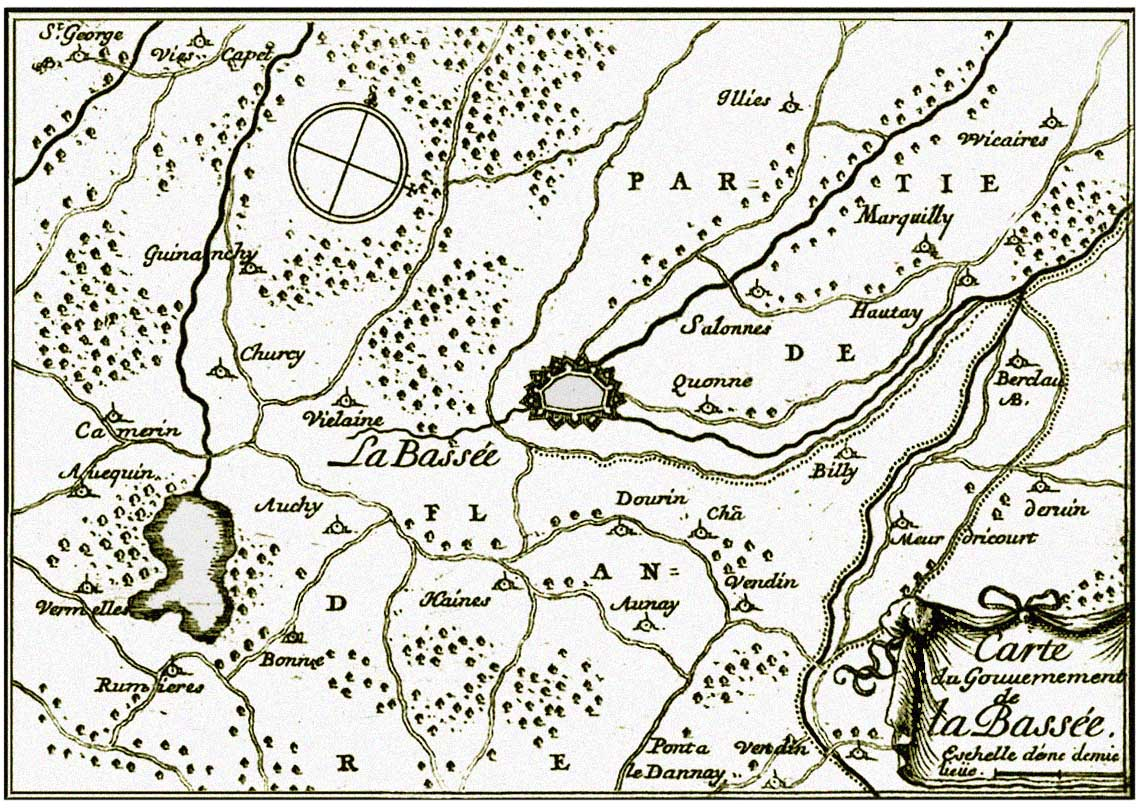
Outre de riches et vastes zones humides, La Bassée était autrefois entourée de forêts et petits bois.

Suivant l'étymologie celtique ou en vieux français, « La Bassée » signifierait « Terre basse », dérivé de l’adjectif « bas », désignant un « bas-fond ». L'expression « La bassée » pouvait autrefois désigner une zone humide et basse fréquemment inondée, avec un sens proche de celui que nous donnons au mot « bassin » dans l'expression « Bassin-versant ».
Une vieille tradition, cette fois, voudrait que la ville autrefois importante, aurait été si réduite par les malheurs et la guerre qu'on l'aurait surnommée « l'Abaissée », mais aucune preuve n'étaye cette version, probablement issue des nombreuses guerres que la ville a subies.
Enfin, selon Tite-Live, La Bassée aurait été l'ancienne résidence des Basses : Bassorum Oppidum.
Noms anciens : Basseia, 1054, diplôme de Bauduin de Lille. Basseya, Basceia, Baszeia, cart. de Marchiennes.

## Histoire
La Bassée a connu comme beaucoup de localités du nord de la France une longue histoire mouvementée dont les origines, très anciennes, sont mal connues, si ce n'est à travers des hypothèses plus ou moins acceptables.

### Antiquité
Pline l'Ancien cite La Bassée dans ses écits sous le nom de Bassi ou Bassy qui est rattachée, avant l'arrivée des Romains, aux Atrébates. Il pourrait s'agir d'un site tribal constitutif des Atrébates. Après la conquête romaine, un oppidum rectangulaire protège le coeur de la ville. La position de La Bassée en fait un carrefour des principaux axes routiers.
L'historien Martin Lhermite, père jésuite né en 1596, dans son œuvre Histoire des saints de la province de Lille, nous apprend que La Bassée reçoit, en 390, la visite pastorale de saint Diogène, premier évêque d'Arras qui remplit sa mission d'évangélisation des terres de Flandre, encore païennes.

### Moyen Âge
Il indique que, vers  430, les Francs font irruption dans les Gaules et refoulent les Romains après de sanglants combats qui auraient eu lieu sur les territoires d'Illies, Marquillies et Lorgies. Rien d'historique ne semble avoir été recueilli sur la région basséenne sous les rois de la première génération franque. Selon les chroniqueurs, le pays était alors presque entièrement couvert de marais ainsi que de bois parcouru par des meutes de loups, bois où une foule de hors-la-loi se réfugiaient pour assurer leur impunité.
Après saint Vaast vers 510 et saint Dominique en 555, saint Amand, fondateur de l'abbaye de Marchiennes, y prêchent  l'Évangile.
Après Charlemagne, la contrée est, à diverses reprises, ravagée par les Normands. En 880, La Bassée est mise à feu et à sang et réduite à néant.

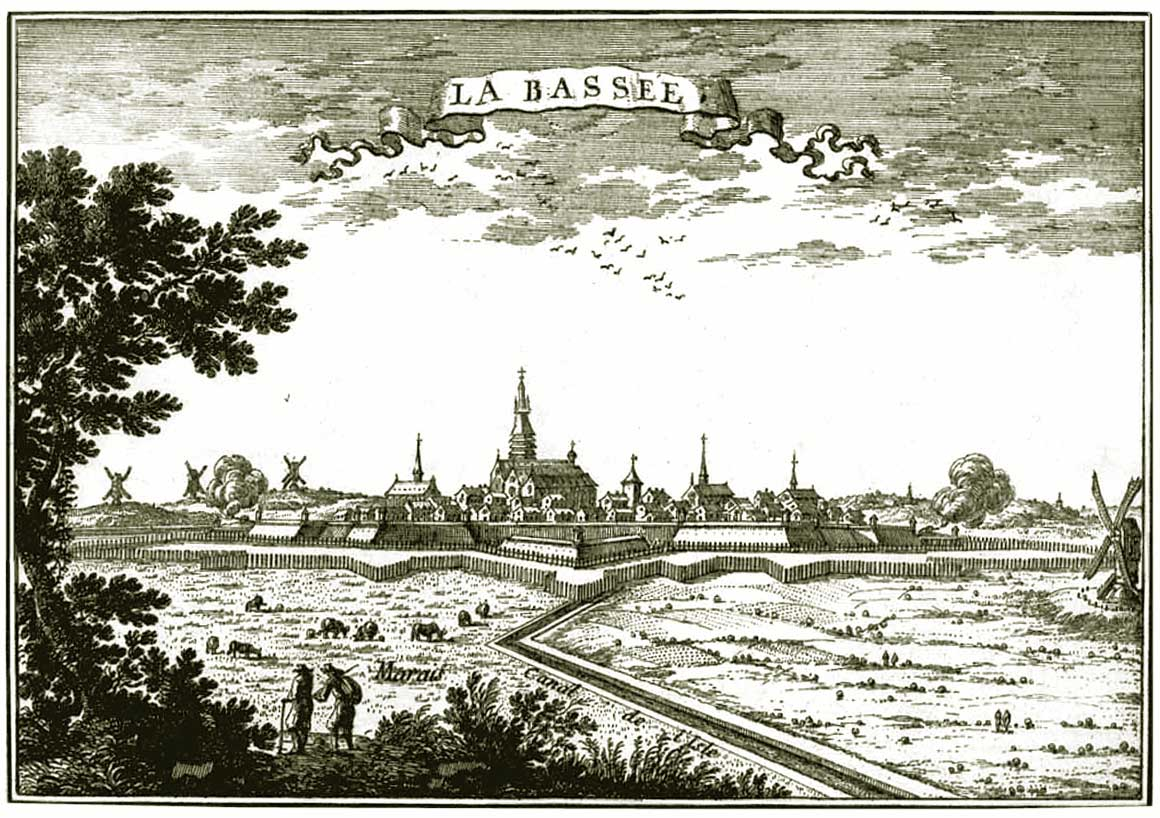
La place forte était entourée de canaux et fossés toujours alimentés par un ensemble de canaux drainant les marais

La Bassée encore à demi-entourée d'une immense marais devient une place religieuse et une place forte, disposant d'une place d'armes, habitée par un gouverneur et le « lieutenant du roy », lesquels gèrent un important corps de garde et un « magasin de guerre ». Cette garnison a son pendant à Aire-sur-la-Lys et à Saint-Omer qui sont également chargés de veiller sur le canal de Noeufossé, véritable fortification protégeant le Sud de la région des invasions et menaces venant du nord depuis sa construction par les armées de Baudouin VI vers l'an 1000.
La ville est alors entourée d'un réseau de petits canaux et fossé en eau, large et profonds « qui ne peut se vider à cause des marais et des canaux qui y entrent ». Des chemins couverts, des bastions et diverses portes, murs et demi-lunes étaient alors protégés de fossés et palissades. Les fortifications de la petite ville abritent aussi des infrastructures conventuelles (religieuses et augustins, autour de l'église Notre-Dame).

### Temps modernes
Pendant la guerre franco-espagnole de 1635-1659, La Bassée est une place forte des Pays-Bas espagnols. Elle sert de refuge aux villageois des environs et à leurs troupeaux menacés par les incursions de l'armée française. Elle repousse un coup de main français le 10 décembre 1639 et, après la prise d'Arras par les Français en 1640, les Espagnols renforcent ses remparts mais, le 26 août 1641, le maréchal de La Meilleraye s'en empare après huit jours de siège. La garnison, forte de 1 800 hommes, obtient de se retirer avec les honneurs de la guerre. Les États des Pays-Bas, excédés par les pillages des Français, demandent au gouverneur espagnol Francisco de Melo de reprendre La Bassée et lui offrent un subside de 80 000 florins. Melo se met en campagne avec 5 régiments espagnols, 3 italiens et 5 wallons ; il reprend Lens le 20 avril 1642, puis La Bassée, qui se rend le 13 mai après 24 jours de siège ; la garnison française, commandée par le capitaine Bourdonnet, évacue la place avec les honneurs.
En juillet 1647, un sergent espagnol déserteur informe les Français que La Bassée n'a qu'une faible garnison. Ceux-ci, commandés par le maréchal Jean de Gassion, mettent le siège devant la ville le 12 juillet et l'entourent d'une contrevallation sur les lignes des sièges précédents ; elle se rend le 18 juillet. L'archiduc Léopold-Guillaume de Habsbourg, qui est à Douai avec une armée de secours, arrive trop tard pour la dégager. Ces sièges successifs laissent la ville et les villages environnants ruinés et dévastés,. Le 16 août 1648, le prince de Condé remporte une nouvelle victoire sur les Espagnols à Pont-à-Vendin près de La Bassée.
La ville reçoit pour gouverneur François Marie de Broglie, capitaine piémontais au service de la France.
En 1660, elle est rendue à l'Espagne par le traité des Pyrénées mais redevient française lors de la guerre de Dévolution en 1667, acquisition reconnue par le traité d'Aix-la-Chapelle en 1668. Le traité prévoyait le démantèlement de ses fortifications qui est exécuté en 1673.

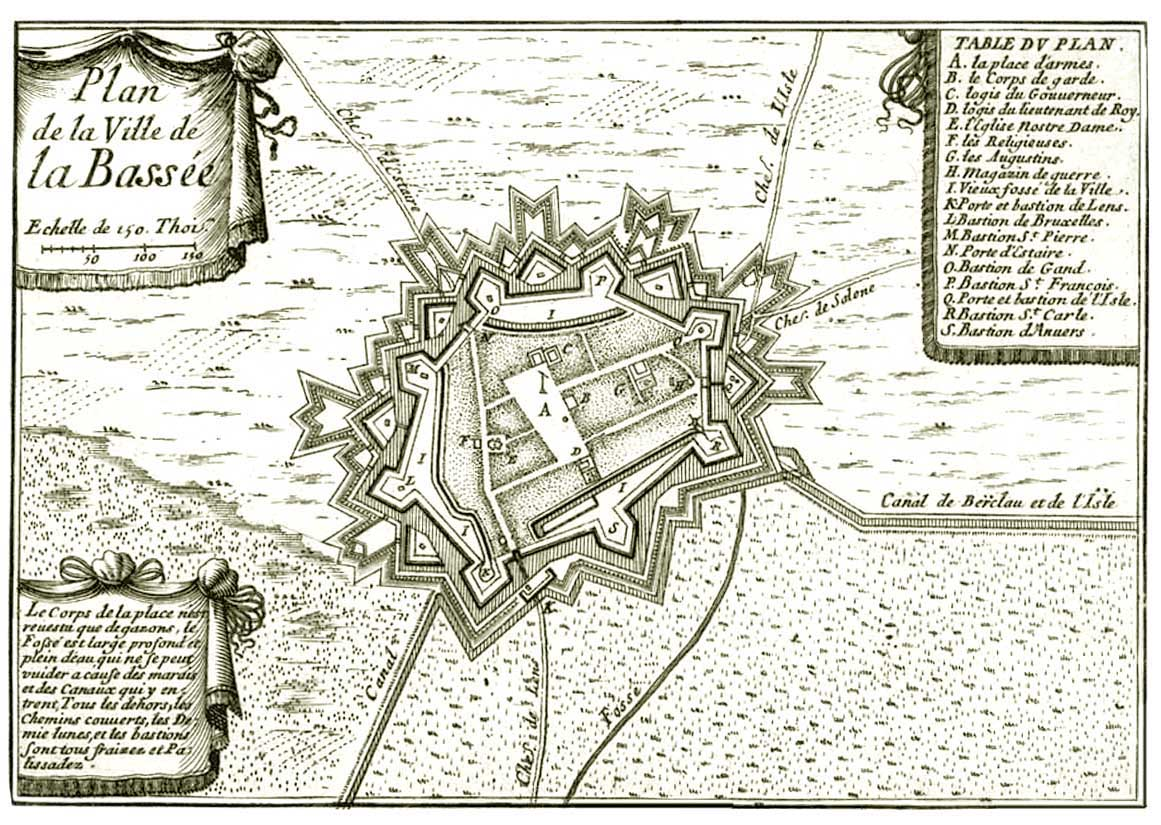
Cette place forte était considérée comme stratégiquement importante par Louis XIV

Vers 1708, la place protège à la fois l'Artois et Lille :

« Monseigneur le duc de Bourgogne, en se retirant à Tournay, avait projeté de se porter avec toutes ses forces à la Bassée et d'achever les fortifications que les ennemis y avaient commencées ; en attendant le moment où il pourrait exécuter ce projet, il y envoya aussi le 28 une brigade d'infanterie aux ordres de M. de Villiers pour renforcer M. de Sézanne, que M. de Cheyladet y avait déjà fait entrer au moment où les ennemis l'avaient abandonné pour marcher vers l'Escaut. Monseigneur le duc de Bourgogne regardait ce poste comme très important, et pour couvrir l'Artois et pour se procurer le moyen de faire entrer quelque secours dans la citadelle de Lille, ce qui cependant était devenu plus difficile que jamais, les ennemis ayant renforcé les postes de Lambersart et de Loos. M. le duc de Vendôme proposait de son côté de construire une ligne depuis la Bassée jusqu'à la Lys, persuadé que par ce moyen on empêcherait les ennemis de tirer des subsistances de l'Artois, du Furnembach et des autres pays situés à la gauche de cette rivière, et que par là l'établissement de leurs quartiers d'hiver leur deviendrait fort difficile. 
Le roi approuva le projet de monseigneur le duc de Bourgogne pour la Bassée, et lui recommanda d'établir aussi à Saint-Venant un poste qui fût en état de tenir pendant l'hiver. »

### Révolution française et Empire
En 1802-1803, pour ses transports, la ville est située sur le parcours de la diligence quotidienne reliant Lille à Béthune. Tous les jours, une barque permet d'attendre à Berclau, le passage de la barque Lille-Douai, pour y déposer et prendre voyageurs et marchandises.

### Époque contemporaine
En 1808, on trouve à La Bassée un dépôt de sûreté, où on enferme les petits délinquants avant leur transfert en maison d'arrêt à Lille.

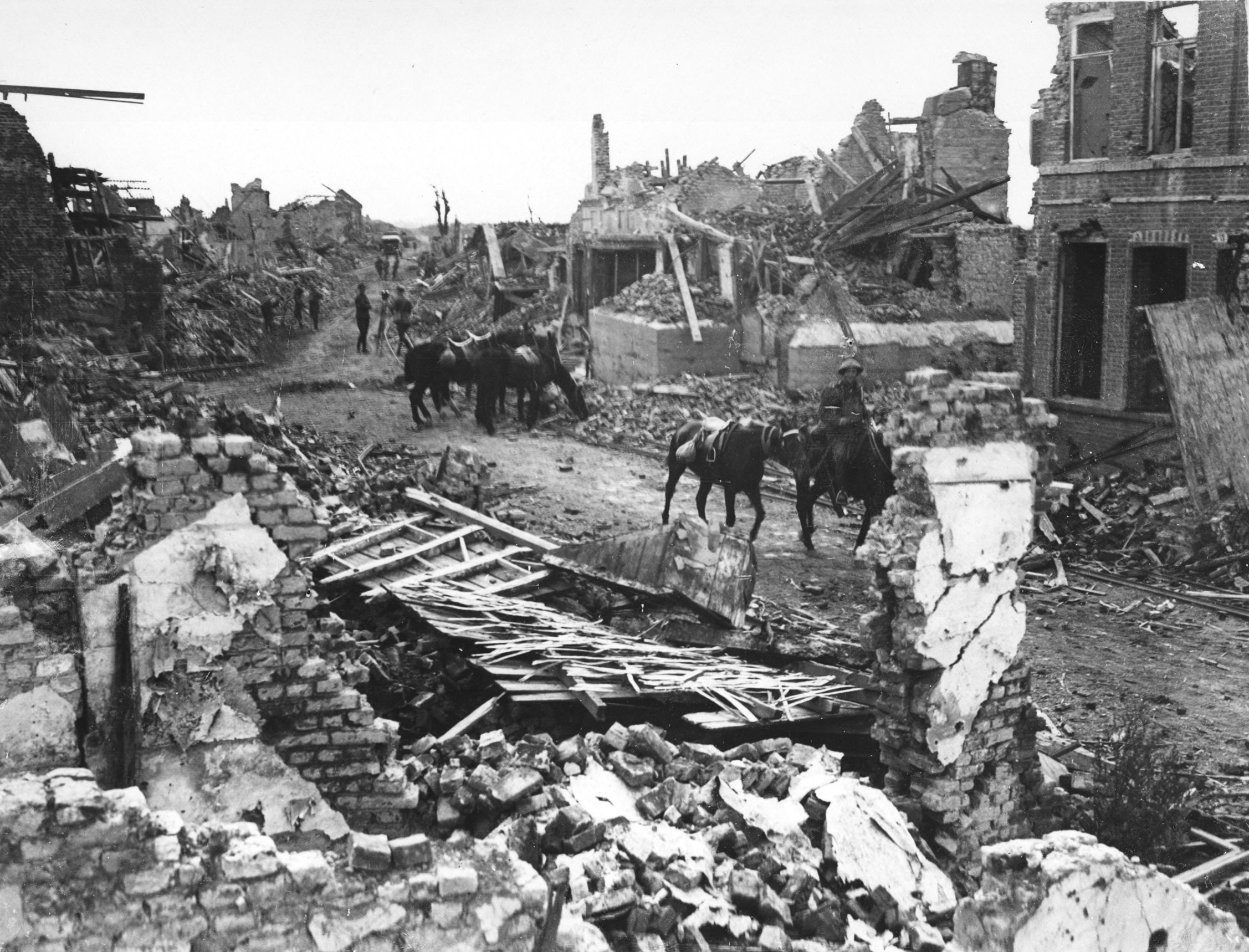
L'armée britannique entre dans les ruines de La Bassée pendant les combats de 1915-1918.

Lors de la Première Guerre mondiale, la ville est ravagée pendant la bataille de La Bassée en 1914 et celle de la Lys en 1918. Elle est presque totalement rasée. 
La commune  a été décorée de la Croix de guerre 1914-1918 le 10 août 1920.
Les séquelles de guerre y sont restées visibles durant plus de 10 ans, temps de la reconstruction. En 1924, est posée la première pierre de l'hôtel de ville.
La Bassée connaît de nouveaux combats lors de la Seconde Guerre mondiale, pendant les combats de la Libération de la France en 1944 où elle est libérée par le 12e corps britannique.

## Politique et administration

### Rattachements administratifs et électoraux

#### Rattachements administratifs
La commune se trouve dans l'arrondissement de Lille du département du Nord.
Elle était depuis 1793 le chef-lieu du canton de La Bassée. Dans le cadre du redécoupage cantonal de 2014 en France, cette circonscription administrative territoriale a disparu, et le canton n'est plus qu'une circonscription électorale.

#### Rattachements électoraux
Pour les élections départementales, la commune fait partie depuis 2014 du canton d'Annœullin
Pour l'élection des députés, elle fait partie de la cinquième circonscription du Nord.

### Intercommunalité
La Bassée est membre de la Métropole européenne de Lille, un établissement public de coopération intercommunale (EPCI) à fiscalité propre créé en 1967 sous le statut de communauté urbaine et transformée en métropole en 2015, et auquel la commune a transféré un certain nombre de ses compétences, dans les conditions déterminées par le code général des collectivités territoriales.

### Tendances politiques et résultats
Au premier tour des élections municipales de 2014 dans le Nord, la liste DVD menée par le maire sortant Philippe Waymel obtient la majorité absolue des suffrages exprimés, avec 1 685 voix (69,77 %, 25 conseillers municipaux élus dont 1 communautaire), devançant très largement celle DVG menée par Catherine Desailly-gonez , qui a recueilli 730 voix (4 conseillers municipaux élus).
Lors de ce scrutin, 41,43 % des électeurs se sont abstenus.
Lors du premier tour des élections municipales de 2020 dans le Nord, la liste DVD menée par Frédéric Cauderlier — soutenu par le maire sortant Philippe Waymel, qui ne se représentait pas —  obtient la majorité absolue des suffrages exprimés, avec 1 069 voix (50,44 %, 22 conseillers municipaux élus dont 1 métropolitain), devançant de 19 voix celle DVC menée par Ludovic Vandoolaeghe (1 050 voix, 49,55 %, 7 conseillers municipaux élus).
Lors de ce scrutin marqué par la pandémie de Covid-19 en France, 51,26 % des électeurs se sont abstenus,.

## Équipements et services publics

### Enseignement
La Bassée fait partie de l'académie de Lille.
L'école La Roseraie accueille les maternelles, l'école Jules Verne accueille les élèves de cours élémentaires, du CP au CM2 ainsi qu'une classe de CLIS, et l'école Charlemagne accueille les élèves de la Maternelle au CM2.
Le collège public Albert Schweitzer a été entièrement reconstruit en 2012 pour plus de 800 élèves.
Le Lycée Professionnel Boilly se situe rue du Collège, à côté du complexe sportif Guy  Drut.
L'institution privée Notre-Dame est regroupée rue du Bois Saint Maur, ayant des élèves de la maternelle à la troisième.
La commune est un pôle d'enseignement d'environ 3000 élèves issus des Weppes et du Pas-de-Calais

### Justice, sécurité, secours et défense
La commune relève du tribunal judiciaire de Lille, de la cour d'appel de Douai, du tribunal pour enfants de Lille, du tribunal de commerce de Tourcoing, du tribunal administratif de Lille et de la cour administrative d'appel de Douai[réf. nécessaire].

## Population et société

### Démographie

#### Évolution démographique
L'évolution du nombre d'habitants est connue à travers les recensements de la population effectués dans la commune depuis 1793. Pour les communes de moins de 10 000 habitants, une enquête de recensement portant sur toute la population est réalisée tous les cinq ans, les populations de référence des années intermédiaires étant quant à elles estimées par interpolation ou extrapolation. Pour la commune, le premier recensement exhaustif entrant dans le cadre du nouveau dispositif a été réalisé en 2006.

En 2022, la commune comptait 6 678 habitants, en évolution de +4 % par rapport à 2016 (Nord : +0,51 %, France hors Mayotte : +2,11 %).
| 1793  | 1800  | 1806  | 1821  | 1831  | 1836  | 1841  | 1846  | 1851  |
| ----- | ----- | ----- | ----- | ----- | ----- | ----- | ----- | ----- |
| 2 108 | 2 171 | 2 209 | 2 414 | 2 480 | 2 485 | 2 475 | 2 540 | 2 755 |

| 1856  | 1861  | 1866  | 1872  | 1876  | 1881  | 1886  | 1891  | 1896  |
| ----- | ----- | ----- | ----- | ----- | ----- | ----- | ----- | ----- |
| 2 763 | 2 958 | 3 170 | 3 246 | 3 415 | 3 545 | 3 678 | 3 907 | 4 017 |

| 1901  | 1906  | 1911  | 1921  | 1926  | 1931  | 1936  | 1946  | 1954  |
| ----- | ----- | ----- | ----- | ----- | ----- | ----- | ----- | ----- |
| 4 392 | 4 631 | 4 819 | 2 120 | 3 527 | 4 109 | 4 416 | 4 855 | 5 004 |

| 1962  | 1968  | 1975  | 1982  | 1990  | 1999  | 2006  | 2011  | 2016  |
| ----- | ----- | ----- | ----- | ----- | ----- | ----- | ----- | ----- |
| 5 355 | 5 463 | 6 025 | 6 319 | 6 017 | 5 914 | 5 888 | 6 304 | 6 421 |

| 2021  | 2022  | - | - | - | - | - | - | - |
| ----- | ----- | - | - | - | - | - | - | - |
| 6 622 | 6 678 | - | - | - | - | - | - | - |

#### Pyramide des âges
La population de la commune est relativement jeune.
En 2018, le taux de personnes d'un âge inférieur à 30 ans s'élève à 38,2 %, soit en dessous de la moyenne départementale (39,5 %). À l'inverse, le taux de personnes d'âge supérieur à 60 ans est de 23,9 % la même année, alors qu'il est de 22,5 % au niveau départemental.
En 2018, la commune comptait 3 088 hommes pour 3 457 femmes, soit un taux de 52,82 % de femmes, légèrement supérieur au taux départemental (51,77 %).
Les pyramides des âges de la commune et du département s'établissent comme suit.
| Hommes | Classe d’âge | Femmes |
| ------ | ------------ | ------ |
| 0,7    | 90 ou +      | 1,7    |
| 5,4    | 75-89 ans    | 9,9    |
| 14,6   | 60-74 ans    | 15,1   |
| 18,6   | 45-59 ans    | 17,1   |
| 20,9   | 30-44 ans    | 19,3   |
| 19,2   | 15-29 ans    | 18,3   |
| 20,6   | 0-14 ans     | 18,5   |

| Hommes | Classe d’âge | Femmes |
| ------ | ------------ | ------ |
| 0,5    | 90 ou +      | 1,4    |
| 5,3    | 75-89 ans    | 8,1    |
| 14,8   | 60-74 ans    | 16,2   |
| 19,1   | 45-59 ans    | 18,4   |
| 19,5   | 30-44 ans    | 18,7   |
| 20,7   | 15-29 ans    | 19,1   |
| 20,2   | 0-14 ans     | 18     |

### Cultes
- Le territoire de La Bassée (lieu du presbytère) est intégré à la paroisse catholique Saint-Rémi-en-Weppes dont font également partie les communes de Hantay et Salomé. La Bassée bénéficie également de sa Confrérie des Charitables de Saint Roch qui aide les familles des défunts lors des enterrements. La paroisse se trouve sur le Doyenné des Weppes, lui-même faisant partie du Diocèse de Lille.
- L'enseignement catholique est implanté sur la commune avec l'Institut Notre-Dame-de-la-Bassée (qui rassemble écoles maternelle et primaire mais également collège) et le Centre de Formation Saint-Jacques, lui, sous l'égide de la Fondation d'Auteuil.
- Le catholicisme est aussi présent par ses œuvres sociales et de charité telles que la conférence Saint-Vincent-de-Paul et une antenne locale du Secours catholique.

## Culture et patrimoine

### Lieux et monuments

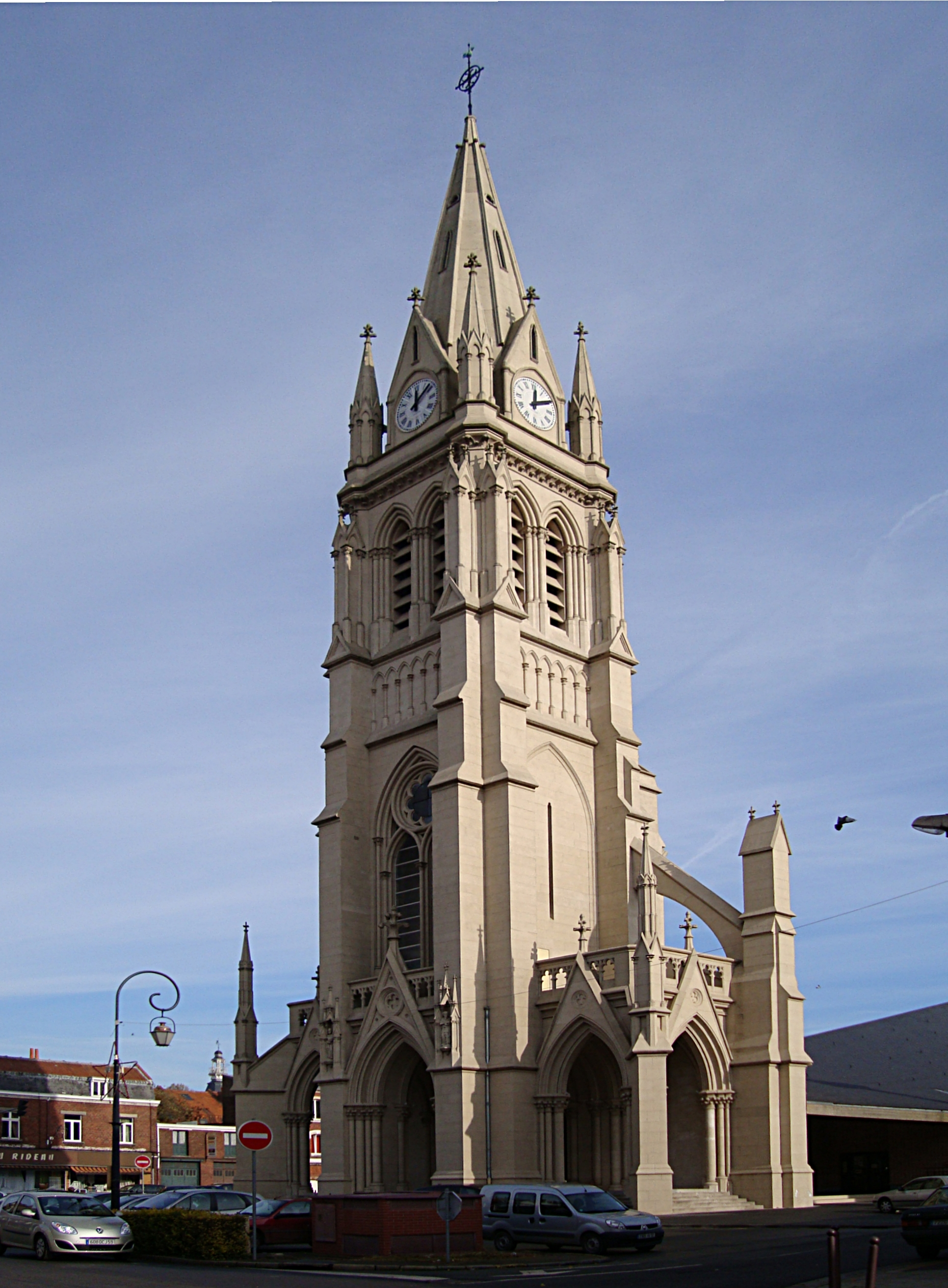
Le clocher de l'église de 1920.

- L'église Saint-Vaast. Avant l'église Saint-Vaast actuelle, se succèdent sur son emplacement plusieurs édifices depuis le Moyen Âge, détruits par les incendies et les guerres. Une vaste église néogothique, réalisée par Camille Tierce et Charles Leroy, est fortement touchée par les obus lors des bombardements du 17 au 23 octobre 1914 puis détruite pendant la Première Guerre mondiale. 
L'avant-dernière église est alors construite sur les plans d'Auguste Corbeau et René Delannoy, associés à l'architecte communal Léon Debatte, avec les premiers procédés de béton moulé des années 1920. Elle est livrée en 1930[52]
L'édifice, démoli en 2003 (à l'exception du clocher), est remplacé en 2005 par un lieu de culte d'architecture moderne conçu par l'architecte Gustave Demoulin et mêlant le béton armé au verre. La nouvelle église laisse plus de place à la lumière tout en disposant d'aménagements modernes, moyennant un emprunt qui court jusqu'en 2054[53],[54],[55].

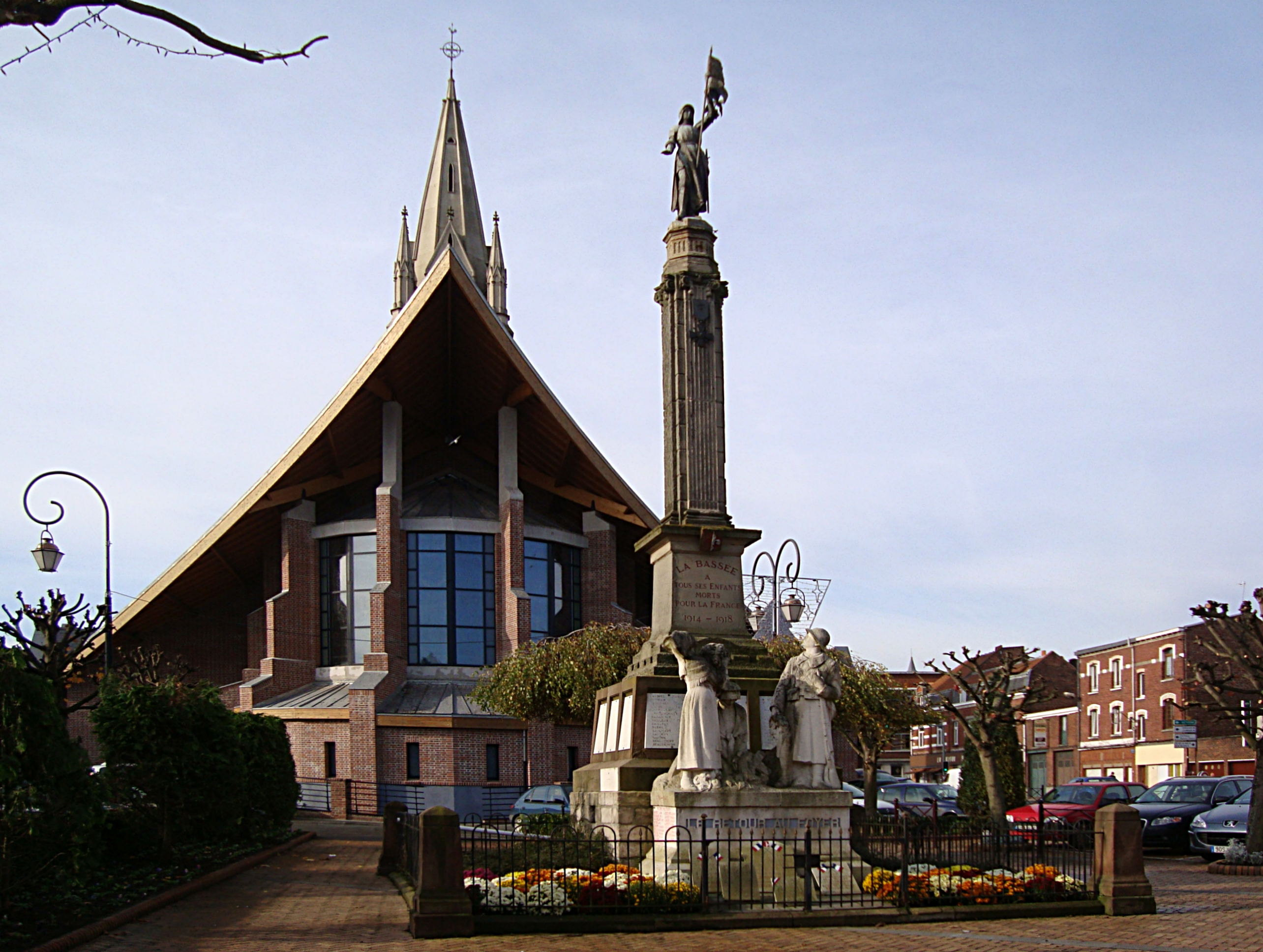
Le monument aux morts et l'église.

- Monument aux morts, initialement destiné à la municipalité d'Orchamps-Vennes (Doubs), qui représente au sommet de l'ouvrage une statue de Jeanne-d'Arc, et à sa base un groupe constitué d'une Alsacienne (debout) et une Lorraine (à genoux) en costumes traditionnels, situées en face d'un Poilu, dans la tradition du thème de la libération de l'Alsace-Lorraine, en grès rose et gris des Vosges, pierre de Chauvigny pour le groupe des trois personnages.
Inauguré en 1927 malgré une polémique liée à la représentation de Jeanne-d'Arc sur un monument destiné avant tout à rendre hommage aux Poilus, il a été financé notamment par une souscription publique, une soirée de gala au cinéma L'Idéal en 1925, la vente d'insignes confectionnés par les élèves de la classe de Mademoiselle Gambier et un don de la ville anglaise de Preston[56].

- Monument en l'honneur de Louis-Léopold Boilly, peintre, dessinateur et lithographe (La Bassée 1761 - Paris 1845);
- Monument en l'honneur de Maurice Bouchery (1897 - 1944) chef du mouvement de résistance « Voix du Nord »[57].

### Personnalités liées à la commune
- Louis Léopold Boilly (1761-1845), peintre, dessinateur et lithographe, y est né.
- Augustin Guilbert-Estevez (1795-1866), né à La Bassée, homme politique, maire d'Orchies.
- Maurice Bouchery, résistant, né à Lille le 22 août 1897 et décédé à Ludwigsbourg le 14 juillet 1944, y est arrêté par la Gestapo, le 8 janvier 1944[57].
- Michel Dessaint (1935- ), homme politique, y fut conseiller municipal jusqu'en 2001.
- René Féret (1945-2015), cinéaste, y est né.
- Matthieu Fontaine (1987- ), footballeur professionnel, y est né.
- David Pollet (1988- ), footballeur professionnel, y est né.
- Mgr Jean-Luc Garin (1969- ), évêque de Saint-Claude, y est né.

### Héraldique
| Blason de La Bassée | Blason  | De gueules à une demi-fleur de lys d'argent défaillante à dextre. |
| Blason de La Bassée | Détails | Le statut officiel du blason reste à déterminer.                  |

## Pour approfondir